# Anorí
Anorí är en kommun i Colombia.   Den ligger i departementet Antioquía, i den nordvästra delen av landet, 300 km norr om huvudstaden Bogotá. Antalet invånare är 15 016.